# 米倉站

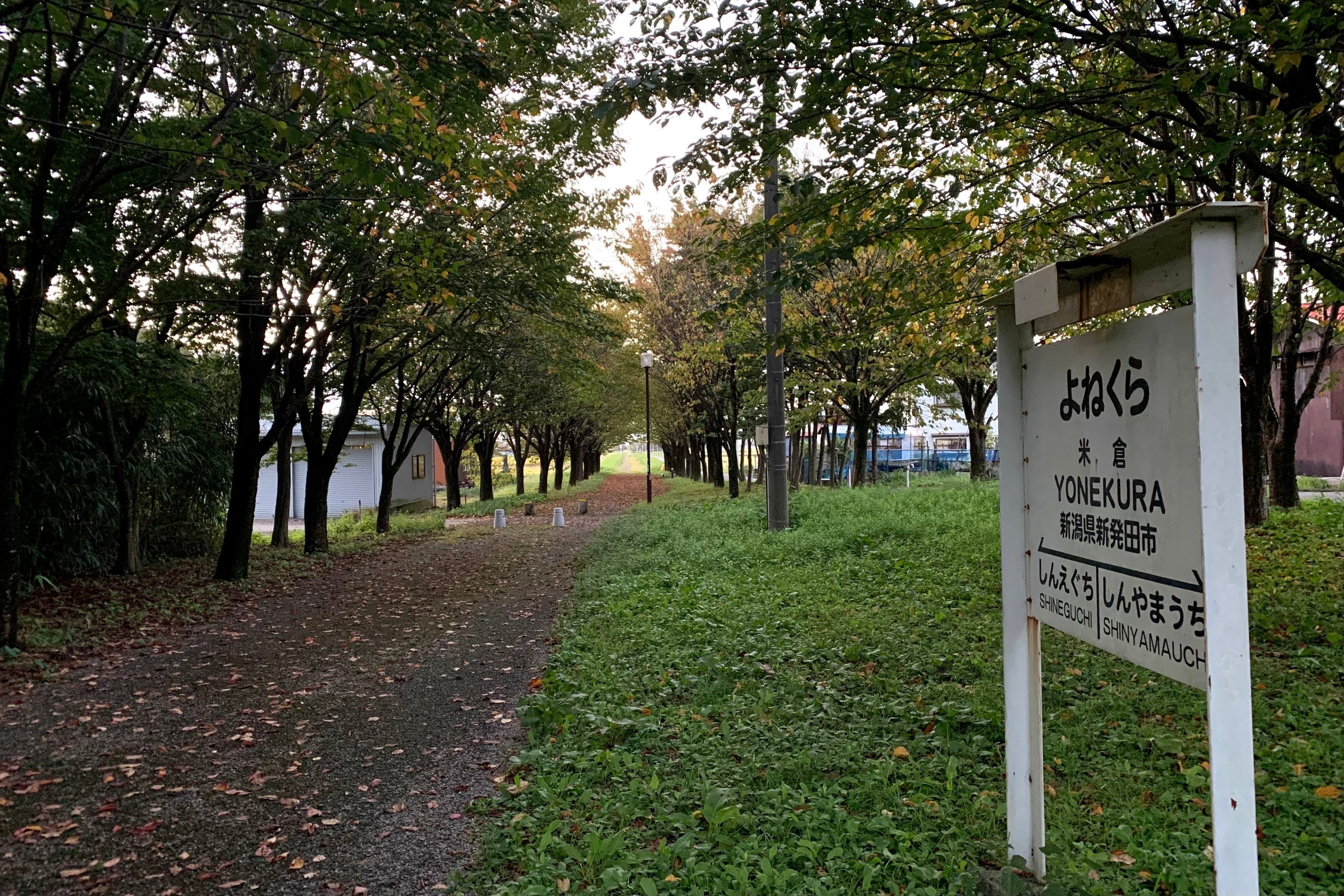
車站遺址和單車徑（2021年9月）

米倉站（日语：／ Yonekura eki */?）是位於新潟縣新發田市大槻，日本國有鐵道（國鐵）的赤谷線車站（廢站）。隨著赤谷線廢線，車站在1984年（昭和59年）4月1日廢除。

## 歷史
- 1925年（大正14年）11月20日 - 在商工省製鐵所線轉讓下，變為赤谷線。此站同日啟用[1]。
- 1969年（昭和44年）10月1日 - 結束行李和小行李的送達業務[1]。
- 1975年（昭和50年）3月1日 - 結束處理貨物[1]。
- 1984年（昭和59年）
  - 2月1日 - 結束處理行李[1]。
  - 4月1日 - 車站廢除[1]。

## 車站構造
截至車站廢除前，車站是一座地面車站，設有1面1線的單式月台。另外設有貨物專用的側線。此站曾經設有碎石列車到發。由於設有列車於此站分割或併結，因此設有職員當值。

## 車站周邊
- 大槻村落
- 臼之森山（越後富士）
- 新發田市立米倉小學

## 相鄰車站
日本國有鐵道
赤谷線
新江口－米倉－新山內

## 注腳
1. 1 2 3 4 5 6 7  石野哲（編）. . JTB. 1998: 566. ISBN 978-4-533-02980-6 （日语）.